# Mistrzostwa Europy w Saneczkarstwie 2013
44. Mistrzostwa Europy w saneczkarstwie odbyły się w dniach 12–13 stycznia 2013 w niemieckim Oberhofie. W tym mieście mistrzostwa kontynentu zostały rozegrane po raz czwarty (poprzednio w 1979, 1998 oraz 2004). 
Zawodnicy rywalizowali w czterech konkurencjach: jedynkach kobiet, jedynkach mężczyzn, dwójkach mężczyzn oraz w zawodach drużynowych.

## Terminarz
| Data             | Miejscowość | Konkurencja      | Złoto                                                              | Srebro                                                                    | Brąz                                                                         |
| ---------------- | ----------- | ---------------- | ------------------------------------------------------------------ | ------------------------------------------------------------------------- | ---------------------------------------------------------------------------- |
| 12 stycznia 2013 | Oberhof     | Jedynki kobiet   | Natalie Geisenberger                                               | Tatjana Hüfner                                                            | Anke Wischnewski                                                             |
| 13 stycznia 2013 | Oberhof     | Jedynki mężczyzn | Felix Loch                                                         | Andi Langenhan                                                            | Johannes Ludwig                                                              |
| 12 stycznia 2013 | Oberhof     | Dwójki mężczyzn  | Niemcy Toni Eggert Sascha Benecken                                 | Niemcy Tobias Wendl Tobias Arlt                                           | Austria Peter Penz Georg Fischler                                            |
| 13 stycznia 2013 | Oberhof     | Drużynowe        | Niemcy Natalie Geisenberger Felix Loch Toni Eggert Sascha Benecken | Włochy Sandra Gasparini Armin Zöggeler Christian Oberstolz Patrick Gruber | Rosja Tatjana Iwanowa Albert Diemczenko Władisław Jużakow Władimir Machnutin |

## Wyniki

### Jedynki kobiet
- Data / Początek: Sobota 12 stycznia 2013

| Medal | Zawodniczka          | Narodowość | 1. zjazd | 2. zjazd | Czas     | Strata |
| ----- | -------------------- | ---------- | -------- | -------- | -------- | ------ |
|       | Natalie Geisenberger | Niemcy     | 41,764   | 41,833   | 1:23,597 | –      |
|       | Tatjana Hüfner       | Niemcy     | 41,885   | 41,899   | 1:23,784 | +0,187 |
|       | Anke Wischnewski     | Niemcy     | 41,963   | 41,933   | 1:23,896 | +0,299 |
| 4.    | Dajana Eitberger     | Niemcy     | 41,984   | 42,017   | 1:24,001 | +0,404 |
| 5.    | Nina Reithmayer      | Austria    | 42,433   | 42,326   | 1:24,759 | +1,162 |
| 6.    | Sandra Gasparini     | Włochy     | 42,415   | 42,417   | 1:24,832 | +1,235 |
| 7.    | Elīza Tīruma         | Łotwa      | 42,416   | 42,435   | 1:24,851 | +1,254 |
| 8.    | Tatjana Iwanowa      | Rosja      | 42,494   | 42,414   | 1:24,908 | +1,311 |
| 9.    | Martina Kocher       | Szwajcaria | 42,519   | 42,443   | 1:24,962 | +1,365 |
| 10.   | Raluca Strămăturaru  | Rumunia    | 42,485   | 42,555   | 1:25,040 | +1,443 |
| ...   | ...                  | ...        | ...      | ...      | ...      | ...    |
| 19.   | Ewa Kuls             | Polska     |          |          |          |        |

### Jedynki mężczyzn
- Data / Początek: Niedziela 13 stycznia 2013

| Medal | Zawodnik            | Narodowość | 1. zjazd | 2. zjazd | Czas     | Strata |
| ----- | ------------------- | ---------- | -------- | -------- | -------- | ------ |
|       | Felix Loch          | Niemcy     | 43,512   | 43,745   | 1:27,257 | –      |
|       | Andi Langenhan      | Niemcy     | 43,840   | 43,807   | 1:27,647 | +0,390 |
|       | Johannes Ludwig     | Niemcy     | 43,863   | 43,913   | 1:27,776 | +0,519 |
| 4.    | Siemion Pawliczenko | Rosja      | 43,824   | 43,997   | 1:27,821 | +0.564 |
| 5.    | David Möller        | Niemcy     | 43,936   | 43,941   | 1:27,877 | +0.620 |
| 6.    | Albert Diemczenko   | Rosja      | 43,738   | 44,176   | 1:27,914 | +0.657 |
| 7.    | Inārs Kivlenieks    | Łotwa      | 43,963   | 44,028   | 1:27,991 | +0.734 |
| 8.    | Wolfgang Kindl      | Austria    | 43,973   | 44,057   | 1:28,030 | +0.773 |
| 9.    | Wiktor Kneib        | Rosja      | 43,921   | 44,175   | 1:28,096 | +0.839 |
| 10.   | Armin Zöggeler      | Włochy     | 44,012   | 44,135   | 1:28,147 | +0.890 |
| ...   | ...                 | ...        | ...      | ...      | ...      | ...    |
| 20.   | Maciej Kurowski     | Polska     | 44,421   | 44,380   | 1:28,801 | +1,544 |

### Dwójki mężczyzn
- Data / Początek: Sobota 12 stycznia 2013

| Medal | Zawodnicy                                    | Narodowość | 1. zjazd | 2. zjazd | Czas     | Strata |
| ----- | -------------------------------------------- | ---------- | -------- | -------- | -------- | ------ |
|       | Toni Eggert Sascha Benecken                  | Niemcy     | 41,611   | 41,629   | 1:23,240 | –      |
|       | Tobias Wendl Tobias Arlt                     | Niemcy     | 41,565   | 41,697   | 1:23,262 | +0,022 |
|       | Peter Penz Georg Fischler                    | Austria    | 41,707   | 41,757   | 1:23,464 | +0,224 |
| 4.    | Christian Oberstolz Patrick Gruber           | Włochy     | 41,752   | 41,838   | 1:23,590 | +0,350 |
| 5.    | Andreas Linger Wolfgang Linger               | Austria    | 41,758   | 41,885   | 1:23,643 | +0,403 |
| 6.    | Lukáš Brož Antonín Brož                      | Czechy     | 41,929   | 41,975   | 1:23,904 | +0,664 |
| 7.    | Daniel Rothamel Toni Förtsch                 | Niemcy     | 41,961   | 42,006   | 1:23,967 | +0,727 |
| 8.    | Ludwig Rieder Patrick Rastner                | Włochy     | 41,974   | 42,083   | 1:24,057 | +0,817 |
| 9.    | Hans Peter Fischnaller Patrick Schwienbacher | Włochy     | 42,118   | 42.128   | 1:24,246 | +1,006 |
| 10.   | Władisław Jużakow Władimir Machnutin         | Rosja      | 42,174   | 42,209   | 1:24,383 | +1,143 |
| ...   | ...                                          | ...        | ...      | ...      | ...      | ...    |
| 19.   | Artur Petyniak Adam Wanielista               | Polska     |          |          |          |        |
| 21.   | Patryk Poręba Karol Mikrut                   | Polska     |          |          |          |        |

### Drużynowe
- Data / Początek: Niedziela 13 stycznia 2013

| Medal | Zawodnicy                                                              | Narodowość | Czas     | Strata  |
| ----- | ---------------------------------------------------------------------- | ---------- | -------- | ------- |
|       | Natalie Geisenberger/Felix Loch/Toni Eggert/Sascha Benecken            | Niemcy     | 2:24,291 | –       |
|       | Sandra Gasparini/Armin Zöggeler/Christian Oberstolz/Patrick Gruber     | Włochy     | 2:24,752 | +0,461  |
|       | Tatjana Iwanowa/Albert Diemczenko/Władisław Jużakow/Władimir Machnutin | Rosja      | 2:25,048 | +0,757  |
| 4.    | Elīza Tīruma/Inārs Kivlenieks/Andris Šics/Juris Šics                   | Łotwa      | 2:25,398 | +1,107  |
| 5.    | Nina Reithmayer/Wolfgang Kindl/Peter Penz/Georg Fischler               | Austria    | 2:26,051 | +1,760  |
| 6.    | Raluca Strămăturaru/Valentin Crețu/Paul Ifrim/Andrei Anghel            | Rumunia    | 2:27,281 | +2,990  |
| 7.    | Maryna Halaydzhyan/Andriy Kis/Ivan Vytnytskyy/Oleh Fitel               | Ukraina    | 2:28,216 | +3,925  |
| 8.    | Viera Gburowa/Jozef Ninis/Ján Harniš/Branislav Regec                   | Słowacja   | 2:32,935 | +8,644  |
| 9.    | Ewa Kuls/Maciej Kurowski/Artur Petyniak/Adam Wanielista                | Polska     | 2:37,382 | +13,091 |

## Klasyfikacja medalowa
| Miejsce | Państwo |   |   |   | Razem |
| ------- | ------- | - | - | - | ----- |
| 1.      | Niemcy  | 4 | 3 | 2 | 9     |
| 2.      | Włochy  | 0 | 1 | 0 | 1     |
| 3.      | Austria | 0 | 0 | 1 | 1     |
| 3.      | Rosja   | 0 | 0 | 1 | 1     |